# ミカラ・ペトリ
ミカラ・ペトリ（Michala Petri, 1958年7月7日 - ）は、デンマークのリコーダー奏者。1969年にソリストとしてデビューし、バロック音楽から自身のために書き下ろされた現代曲まで、多彩な演奏活動を行なっている。
ミカラはデンマークの女優インゲボルグ・ブラムスの継孫にあたる。母親のハンネ・ペトリはデンマーク音楽アカデミー出身のチェンバロ奏者、弟のダヴィド・ペトリは1978年にデンマークの「ヤング・ミュージシャン・オブ・ザ・イヤー」を受賞したチェロ奏者で、3人は共演録音も残している。

## 経歴
ミカラは3歳でリコーダーを始め、5歳でデンマーク・ラジオに初めて出演し、1969年、11歳のときにコペンハーゲンのチボリ公園コンサート・ホールでソリストとしてデビューした。ミカラは、デンマークでフル・タイムの学生になるにはまだ若かったため、ハノーファー音楽演劇大学でフェルディナンド・コンラッド教授に師事した。1976年3月にBBCラジオでデビュー・リサイタルを行い、BBCはこの時の録音を年内にリリースした。
1979年にミカラは1987年まで続くフィリップス・レコードとの独占的な録音契約を結んだが、現在はRCAレッドシール・レーベルと契約している。ロンドン・フィルハーモニー管弦楽団、イギリス室内管弦楽団、ヴァイオリニストのピンカス・ズーカーマンなどともレコーディングを行った。
ミカラは、バロック音楽のみならず、マルコム・アーノルド、ゴードン・ジェイコブ、リチャード・ハーヴェイ、ダニエル・ボーツ、エリック・ハウマンなどの現代作曲家の数十の作品を初演している。
イェラン・セルシェル、山下和仁、マヌエル・バルエコなどのギタリストとのコラボレーションにも熱心に取り組み、ジャズ・ピアニストのキース・ジャレットとはJ. S. バッハと G. F. ヘンデルのソナタを採り上げた2枚のアルバムを録音した。なお、ジャレットはここではハープシコードを弾いている。
また、コメディアンでピアニストのヴィクター・ボーグの80歳の誕生日に、彼とヴィットーリオ・モンティの『チャールダーシュ』を演奏している。ミカラは、これを自身のプロとしてのキャリアの中で最も難しい挑戦だったと述べた。
私生活では1992年にギタリストでリュート奏者のラース・ハンニバルと結婚したが、2010年に離婚した。しかし、彼らは今でも一緒に演奏し、1,500回以上のコンサートと数多くの録音を行い、共同で「OUR Recordings」というレコード会社を設立した。

## 主要な録音
- J.S.バッハ：リコーダー、チェンバロとヴィオラ・ダ・ガンバのためのソナタ BWV.1030-1035（2019年、OUR Recordings）

## 主な受賞歴
- 1981年 - タゲア・ブラント旅行奨学金（Tagea Brandts Rejselegat）
- 1995年 - ダンネブロ勲章 3等級
- 1997年 - ドイツレコード大賞（Deutscher Schallplattenpreis）
- 1997年 - 北欧理事会音楽賞（Nordic Council Music Prize）ノミネート
- 1998年 - ハンス・クリスチャン・ロンビ賞（H. C. Lumbye Prize）
- 1998年 - ヴィルヘルム・ハンゼン音楽賞（Wilhelm Hansen Music Prize）
- 2000年 - レオニー・ソニング音楽賞（Léonie Sonnings Musikpris）